# Bezczel
Bezczel, właściwie Michał Andrzej Banaszek (ur. 18 stycznia 1984 w Białymstoku, zm. 21 września 2021 tamże) – polski raper. Członek białostockiego zespołu hip-hopowego Fabuła.
Raper współpracował ponadto m.in. z takimi wykonawcami jak: Peja, Kobra, Ten Typ Mes, Ero, Paluch, Lukasyno, Chada, Hukos, Cira, VNM, Zeus, Kaen, Szpaku, Z.B.U.K.U oraz Pyskaty.

## Działalność artystyczna
Bezczel zadebiutował w 2005 roku na nielegalu WJDN pt. Introdykcja. Zwrotka rapera znalazła się w utworze tytułowanym gdzie rapował u boku Ciry. Rok później, we wrześniu ukazał się jedyny nielegal muzyka zatytułowany Duet, nagrany we współpracy WJDN-em, sygnowany jako Subtelny Bezczel. Materiał został wyprodukowany m.in. przez Poszwixxxa i Marka Kubika. Natomiast wśród gości znaleźli się Panorama Paru Faktów, Nikon, Cimur i Poszwixxx. W 2007 roku muzyk dołączył do białostockiego zespołu Fabuła. 6 czerwca 2009 roku nakładem wytwórni muzycznej Step Records ukazał się pierwszy album formacji zrealizowany z Bezczelem zatytułowany Dzieło sztuki. Jednakże promowany licznymi teledyskami materiał nie spotkał się z szerszym zainteresowaniem publiczności.
W czerwcu 2011 roku ukazał się kolejny album Fabuły pt. Made In 2. Pod koniec tego samego roku Bezczel wraz z poznańskim raperem Kobrą podpisał kontrakt wydawniczy z oficyną RPS Enterteyment należącą do Pei. 21 kwietnia 2012 roku ukazał się wspólny album Bezczela i Kobra zatytułowany 0,7 na dwóch. Premierę nagrań poprzedził teledysk do utworu „Flowrider”. Również w kwietniu zostały opublikowane kolejne teledyski do utworów pochodzących z albumu: „Szczyt” i „Nim nastanie świt”, oba z gościnnym udziałem Kroolika Underwooda. Album został wyprodukowany przez NNFOF, SoDrumatica i Donatana. Natomiast gościnnie na płycie wystąpili m.in. Vixen, Gedz oraz Peerzet. Produkcja Bezczela i Kobry spotkała się z komercyjnym niepowodzeniem, jednakoż zyskała szereg pozytywnych ocen wśród recenzentów. Wydawnictwo zajęło także, odległe 7. miejsce w plebiscycie portalu Poznanskirap.com w kategorii Album roku. Jeszcze w 2012 roku Bezczel rozpoczął prace nad debiutanckim albumem solowym pt. A.D.H.D. W listopadzie 2012 roku został opublikowany pierwszy teledysk promujący produkcję – „Urodzeni z krzykiem, wychowani w buncie”.
W lutym 2013 roku ukazał się kolejny teledysk promujący debiut rapera, zrealizowany do utworu „Prawo ponad prawem”. Natomiast w marcu odbyła się premiera wideoklipów do utworów „Epizod” i „Swego pewien” z gościnnym udziałem poznańskiego rapera Palucha. Płyta A.D.H.D trafiła do sprzedaży 22 marca nakładem wytwórni muzycznej Proforma Label. Dzień wcześniej odbyła się premiera, promowanego teledyskiem, głównego singla z albumu – „Proforma 2” z udziałem Ero, Sitka, Poszwixxxa, Pyskatego, Ede i VNM-a. Debiut Bezczela dotarł do 6. miejsca polskiej listy przebojów (OLiS). Gościnnie na płycie wystąpili m.in. Ero, Pyskaty, Paluch oraz WSRH. Z kolei wśród producentów albumu znaleźli się m.in. Welon, Bob Air, Chmurok oraz Zelo. Równolegle ukazał się także mixtape Bezczela pt. W krzywym zwierciadle: Rock’N’RoLLa Mixtape Vol.1. W maju muzyk opublikował kolejny wideoklip z albumu, powstały do piosenki „Nie umiemy żyć ze sobą” w której refren zaśpiewał Kroolik Underwood. We wrześniu, także 2013 roku odbyła się premiera teledysku „Husarz” zwiastującego drugi album solowy muzyka. Był to pierwszy przebój radiowy rapera, który dotarł do 1. miejsca listy Hop Bęc emitowanej na antenie stacji radiowej RMF MAXXX. Natomiast miesiąc później ukazał się wideoklip do piosenki „Czarne róże” z udziałem Poszwixxxa.
Tymczasem odbyła się premiera teledysku „Kupuję polskie rap płyty” promującego kompilację Step Records: rap najlepszej marki. Nagranie zobrazowane wideoklipem powstało z udziałem licznych raperów, u boku Bezczela wystąpili Kajman, Młody M, Hukos, Cira, Zeus, Jopel i Sulin. W styczniu 2014 roku do sprzedaży, w formie digital download trafił singel „Kliczko”, nagrany wraz z sanockim raperem Kaenem. Do piosenki został również zrealizowany teledysk. Również w styczniu odbyła się premiera teledysku do utworu „Bene Nati”. Miesiąc później zostały opublikowane teledyski do utworów „Siła umysłu #Joseph Murphy” z gościnnym udziałem łódzkiego rapera Zeusa oraz „Vis ‘A’ Vis” zrefrenem Kroolika Underwooda. 14 marca 2014 roku ukazał się drugi album solowy rapera zatytułowany Słowo honoru. Album dotarł do 3. miejsca zestawienia OLiS. Nagrania wyprodukowali m.in. Poszwixxx, Świerzba, SoDrumatic oraz Kaszpir. Z kolei wśród gości na płycie znaleźli się m.in. Zeus, Kroolik Underwood, Grizzlee oraz PTP.
Z okazji 15. rocznicy działalności marki odzieżowej Mass DNM raper wziął udział w nagraniu piosenki „Najsilniejsi przetrwają”, m.in. u boku: duetu Dwa Sławy, raperów Tego Typa Mesa i Quebonafide. Promowany teledyskiem utwór został wyprodukowany przez DJ-a Premiera i Luxona. Jeszcze w marcu opublikowane zostały teledyski do utworów „Nie miej za złe mi”, „Lukrowany fałsz” i „W głębi duszy”. Da drugiego albumu solowego Bezczela został dołączony bezpłatny mixtape Gościnnie 2010-2013. Na płycie znalazł się przekrojowy materiał zawierający nagrania z gościnnym udziałem rapera. W maju został opublikowany teledysk-remiks utworu „Proforma 2”, który trafił na składankę Step Records: rap najlepszej marki. W promowanym dwieoklipem utworze wystąpili gościnnie m.in. Onar, Buczer oraz Bosski Roman. W czerwcu został opublikowany dziewiąty teledysk pochodzący z albumu – „Paleta bladych uczuć”. Latem muzyk dał szereg koncertów w kraju w tym na festiwalu Hip Hop Raport Projekt Ełk. Wydarzenie promował posse cut „HHRPE1” w którym Bezczel rapował m.in. u boku Solara, Te-Trisa i Vixena.
4 września w formie digital download ukazał się singel „Oddech”, który Bezczel i Z.B.U.K.U nagrali na potrzeby składanki Step Records: rap najlepszej marki 2. Do piosenki powstał także teledysk, dla którego za plan zdjęciowy posłużył festiwal Fresh Island w Chorwacji. Również we wrześniu ukazał się ostatni teledysk z drugiego albumu rapera pt. „Będą”. Tymczasem muzyk wziął udział w akcji-zabawie „#Hot16Challenge”. 19 lutego 2015 roku ukazał się singel Bezczela i producenta muzycznego Rozbójnika Alibaby zatytułowany „Byłaś serca biciem”. Piosenka, powstała w oparciu o szlagier Andrzeja Zauchy pod tym samym tytułem uplasowała się na 36. miejscu Szczecińskiej Listy Przebojów Polskiego Radia. Był to drugi utwór z udziałem rapera pochodzący z kompilacji Step Records: rap najlepszej marki 2. Wcześniej, pod koniec 2014 roku Bezczel nawiązał współpracę z raperami Chadą i Z.B.U.K.U. Efektem współpracy tria był album pt. Kontrabanda: brat bratu bratem, który trafiło do sprzedaży 5 czerwca 2015 roku. W marcu tego samego roku został opublikowany pierwszy teledysk promujący wydawnictwo, zrealizowany do utworu „Brat bratu bratem”.

## Życie osobiste
Był synem Andrzeja i Anny.
W 2013 roku w Światowym Centrum Słuchu w Kajetanach raper przeszedł operację wszczepienia implantu słuchu.
Zmarł 21 września 2021 roku, prawdopodobną przyczyną śmierci było zatrzymanie akcji serca. 24 września 2021 został pochowany na cmentarzu parafialnym w Karakulach.
Miał żonę Sylwię oraz syna Oskara.

## Dyskografia

### Albumy
| 2006                        | Duet (jako Subtelny Bezczel) - Data: 20 września 2006 - Wydawca: brak (nielegal)                      | –  |                |                     |
| 2012                        | 0,7 na dwóch (oraz Kobra) - Data: 21 kwietnia 2012 - Wydawca: RPS Enterteyment                        | –  |                |                     |
| 2013                        | A.D.H.D - Data: 22 marca 2013 - Wydawca: Proforma Label                                               | 6  | - POL: 15 000+ | - ZPAV: złota płyta |
| 2014                        | Słowo honoru - Data: 14 marca 2014 - Wydawca: Proforma Label                                          | 3  |                |                     |
| 2015                        | Kontrabanda: brat bratu bratem (oraz Chada, Z.B.U.K.U) - Data: 5 czerwca 2015 - Wydawca: Step Records | 3  | - POL: 15 000+ | - ZPAV: złota płyta |
| 2016                        | Teraz albo nigdy - Data: 11 marca 2016 - Wydawca: Step Records                                        | 12 |                |                     |
| 2018                        | 8 bila - Data: 8 czerwca 2018 - Wydawca: A.D.H.D. Label                                               | 34 |                |                     |
| „–” album nie był notowany. | |    |                |                     |

Mixtape’y
| Rok  | Album                                                                                             |
| ---- | ------------------------------------------------------------------------------------------------- |
| 2013 | W krzywym zwierciadle: Rock’N’RoLLa Mixtape Vol.1 - Data: 22 marca 2013 - Wydawca: Proforma Label |
| 2014 | Gościnnie 2010-2013 - Data: 14 marca 2014 - Wydawca: Proforma Label                               |

### Single
Jako główny artysta
| 2013                        | „Husarz”                                                                                           | 1 | –  |                         | Słowo honoru                         |
| 2014                        | „Kliczko” (gośc. Kaen)                                                                             | – | –  |                         | Słowo honoru                         |
| 2014                        | „Oddech” (oraz Z.B.U.K.U)                                                                          | – | –  |                         | Step Records: rap najlepszej marki 2 |
| 2015                        | „Byłaś serca biciem” (oraz Rozbójnik Alibaba)                                                      | – | 36 |                         | Step Records: rap najlepszej marki 2 |
| 2015                        | „#DAWID_SZYNOL”                                                                                    | – | –  |                         | Step Records: rap najlepszej marki 2 |
| 2015                        | „Rap najlepszej marki 2” (oraz Chada, Kajman, Z.B.U.K.U)                                           | – | –  |                         | Step Records: rap najlepszej marki 2 |
| 2015                        | „Kontrabanda” (oraz Chada, Z.B.U.K.U)                                                              | – | –  |                         | Kontrabanda: brat bratu bratem       |
| 2015                        | „Brat bratu bratem” (oraz Chada, Z.B.U.K.U)                                                        | – | –  |                         | Kontrabanda: brat bratu bratem       |
| 2015                        | „To nie nasz klimat” (oraz Chada, Z.B.U.K.U, gośc. Kaen)                                           | – | –  |                         | Kontrabanda: brat bratu bratem       |
| 2016                        | „Idą asy w klub” (gośc. Quebonafide)                                                               | – | –  | - ZPAV: platynowa płyta | Teraz albo nigdy                     |
| 2020                        | „Step Armia” (oraz: Dedis, Epis DYM KNF, Intruz, Vin Vinci, Kafar, Dawid Obserwator, Śliwa, Rufuz) |   |    | - ZPAV: złota płyta     | Prima Sort                           |
| „–” singel nie był notowany | |   |    |                         |                                      |

Jako artysta gościnny
| Rok  | Tytuł                                                          | Certyfikat              | Album       |
| ---- | -------------------------------------------------------------- | ----------------------- | ----------- |
| 2014 | „Jeszcze więcej ognia” (Chada; gośc. Bezczel, Z.B.U.K.U, Diox) |                         | Syn Bogdana |
| 2016 | „Oddalam się” (Polska Wersja; gośc. Z.B.U.K.U, Bezczel)        | - ZPAV: platynowa płyta | Notabene    |

### Inne
| Album                                                 | Rok  | Utwór | Źródło  |
| ----------------------------------------------------- | ---- | --- | ------- |
| WJDN – Introdykcja                                    | 2005 | „Introdykcja” (gościnnie: Bezczel, Cira) | [ 4 ]   |
| Fama Familia – B.S.T.O.K.                             | 2010 | „Mafijne opowieści RMX” (gościnnie: Poszwixxx, Bezczel, Miszkers) | [ 73 ]  |
| Paluch – Syntetyczna mafia                            | 2011 | „B.O.R.” (gościnnie: Bezczel, Słoń) | [ 74 ]  |
| Matys – 8 dni w tygodniu                              | 2011 | „Gdzie ten hajs” (gościnnie: Praktis, Bezczel) | [ 75 ]  |
| Buczer – Podejrzany o rap: mixtape vol.3              | 2011 | „Ilu z was” (gościnnie: Kobra, Bezczel) | [ 76 ]  |
| WSRH – Szkoła wyrzutków                               | 2012 | „Dziwne dni” (gościnnie: Bezczel) | [ 77 ]  |
| Hukos – Knajpa upadłych morderców                     | 2012 | „Gdziekolwiek byś szedł” (gościnnie: Bezczel, Ede) | [ 78 ]  |
| Buczer – Dwa oblicza                                  | 2012 | „Przykra prawda” (gościnnie: Bezczel, Zelo) | [ 79 ]  |
| Śliwa – Pełen etat                                    | 2012 | „Bujam klubami” (gościnnie: Bezczel) | [ 80 ]  |
| Rozwój ponad standard (kompilacja)                    | 2012 | Kobra, Bezczel – „Nim nastanie świt” Kobra, Bezczel – „To tylko hip-hop” | [ 81 ]  |
| Kroolik Underwood – Gentleman Flow                    | 2012 | „T.A.N.K.” (gościnnie: Kobra, Bezczel) | [ 82 ]  |
| GPD, Verte – Da NarkoholiXXX – Sex & Przemoc          | 2012 | „Chodź wódkę pić” (gościnnie: Sobota, Bezczel) | [ 83 ]  |
| Zelo – Hrabia                                         | 2013 | „Czarny rynek” (gościnnie: Bezczel) | [ 84 ]  |
| Kroolik Underwood – Punkt G                           | 2013 | „Na pięciolinii zdarzeń” (gościnnie: Bezczel) | [ 85 ]  |
| Północny Toruń Projekt – Poezja twojego podwórka #4   | 2013 | „Nie ogarniam” (gościnnie: Bezczel) | [ 86 ]  |
| Mikee – Od zmierzchu do świtu                         | 2013 | „Moc” (gościnnie: Bezczel, Kroolik Underwood) | [ 87 ]  |
| JodSen – Sen nocy letniej MXTP                        | 2013 | „Proforma 2 (Remix)” (gościnnie: Bezczel, Kisiel, VNM) | [ 88 ]  |
| Buczer – Utrapiony                                    | 2013 | „Dość” (gościnnie: Zeus, VNM, Cegła, Verte, Bezczel) | [ 89 ]  |
| Buczer & DJ Seli – BOSS                               | 2013 | „Ilu mi na ty” (gościnnie: Zawik, Bezczel) | [ 90 ]  |
| HZOP – Słowo.                                         | 2013 | „RPS HIP HOP TOUR” (gościnnie: Kroolik Underwood, Bezczel) | [ 91 ]  |
| Hukos, Cira – Głodni z natury                         | 2013 | „Głodni z natury” (gościnnie: Praktis, Bezczel, Shellerini, Bonson, Pyskaty) | [ 92 ]  |
| DJ Soina – Kręci mnie vinyl 2                         | 2013 | „Boollywood” (gościnnie: Bezczel, Poszwixxx, Ede, Kala) | [ 93 ]  |
| Mrokas – Luxus na raty                                | 2013 | „Nie ma cie tu” (gościnnie: Bezczel) | [ 94 ]  |
| Drużyna mistrzów 2: sport, muzyka, pasja (kompilacja) | 2013 | Bezczel – „Husarz” | [ 95 ]  |
| Z.B.U.K.U – Że życie ma sens                          | 2013 | „Dupy kumple blanty rap” (gościnnie: Bezczel, Bonson) | [ 96 ]  |
| Rozbójnik Alibaba, Jan Borysewicz – Bal maturalny     | 2014 | „Zakazany owoc” (gościnnie: Bezczel) | [ 97 ]  |
| Dawidzior – Nowe życie                                | 2014 | „Puść to głośniej” (gościnnie: Bezczel, Poszwixxx) | [ 98 ]  |
| Paciwo & Rockets Beats – Miasto grzechu               | 2014 | „Blask spadających gwiazd” (gościnnie: Człowień & Shot, Bonson, Bezczel) | [ 99 ]  |
| Kafar – Panaceum                                      | 2014 | „Korpo kurwy” (gościnnie: Bezczel) | [ 100 ] |
| WhiteHouse – Kodex 5 Elements                         | 2014 | „Most Wanted” (gościnnie: Bezczel, Cira, Hukos, Jopel, Z.B.U.K.U) | [ 101 ] |
| Cira – Niewidzialny celebryta                         | 2014 | „Mike Skiller (Remix)” (gościnnie: Kisiel, Bezczel, Ero) | [ 102 ] |
| Z.B.U.K.U – Życie szalonym życiem                     | 2014 | „Ja i moje ziomki” (gościnnie: Kajman, Bezczel, Chada) | [ 103 ] |
| Step Records: rap najlepszej marki (kompilacja)       | 2014 | Bezczel, Hukos/Cira, Kajman, Sulin, Młody M, Zeus, Jopel – „Kupuję polskie rap płyty” Bezczel – „Proforma 2 RMX” (gościnnie: Hukos, Onar, Zeus, Z.B.U.K.U, Bosski Roman, Młody M, Buczer, Kobra, Kajman, KaeN, ZdunO)       | [ 26 ]  |
| The Truekings Label: premiera (kompilacja)            | 2014 | Tony Jazzu, TKZetor, Sage – „Fresh Island 2014” (gościnnie: Bezczel, Ceha, Z.B.U.K.U) | [ 104 ] |
| Tau – Remedium                                        | 2014 | „BHO” (gościnnie: Bezczel, Klaudia Duda) | [ 105 ] |
| Chada – Syn Bogdana                                   | 2014 | „Jeszcze więcej ognia” (gościnnie: Z.B.U.K.U, Diox, Bezczel) „Jeszcze więcej ognia (Bob Air Remix)” (gościnnie: Z.B.U.K.U, Diox, Bezczel)                                                                                   | [ 106 ] |
| Cira – Zapracowany obibok 2                           | 2014 | „Kaseciaki, woski i cedeki” (gościnnie: Zeus, Bezczel) | [ 107 ] |
| Pokahontaz – Reversal                                 | 2014 | „Mówisz i masz” (gościnnie: Bezczel) | [ 108 ] |
| Peja, WhiteHouse – Książę aka. Slumilioner            | 2014 | „Martwa muzyka” (gościnnie: Bezczel, Glaca) | [ 109 ] |
| Chada, RX – Efekt porozumienia                        | 2014 | „Manewry miłosne” (gościnnie: Z.B.U.K.U, Bezczel) | [ 110 ] |
| Bonson, Matek – MVP                                   | 2014 | „Nie dzwonić” (gościnnie: Bezczel) | [ 111 ] |
| Kaen – Piątek 13-go                                   | 2014 | „Setki kilometrów” (gościnnie: Bezczel, Bosski Roman) | [ 112 ] |
| SB – Czas, bity, miłość                               | 2015 | „Rok wojownika” (gościnnie: Bezczel, HZOP, Sójson) | [ 113 ] |
| Sobota, Matheo – Czekając na Sobotę                   | 2015 | „Jeszcze będzie hajc” (gościnnie: Buczer, Bezczel) | [ 114 ] |
| Rap najlepszej marki vol. 2 (kompilacja)              | 2016 | Dwa Sławy, Bezczel, Tomson, DrySkull – „Chce się żyć” Bezczel, Rozbójnik Alibaba – „Byłaś serca biciem” Bezczel, Z.B.U.K.U – „Oddech” Bezczel, Chada, Z.B.U.K.U, Kajman – „Rap najlepszej marki 2” Bezczel – „Dawid Szynol” | [ 115 ] |

## Teledyski
Solowe
| Tytuł                                                                                                  | Rok  | Reżyseria/Realizacja      | Album                                             | Źródło  |
| --- | ---- | ------------------------- | ------------------------------------------------- | ------- |
| „Świeża krew” (gościnnie: Fabuła, Ry23, Kobra, Oldas, Sheller, Słoń, Paluch, Gandzior, Kubiszew, Koni) | 2012 | Edward „Ede” Grygianiec   | W krzywym zwierciadle: Rock’N’RoLLa Mixtape Vol.1 | [ 116 ] |
| „Temperatura” (gościnnie: Sage)                                                                        | 2012 | DirtMiron                 | W krzywym zwierciadle: Rock’N’RoLLa Mixtape Vol.1 | [ 117 ] |
| „Mogą” (gościnnie: DJ Decks)                                                                           | 2012 | –                         | W krzywym zwierciadle: Rock’N’RoLLa Mixtape Vol.1 | [ 118 ] |
| „Amelinium” (gościnnie: Fabuła)                                                                        | 2013 | Bass Media                | W krzywym zwierciadle: Rock’N’RoLLa Mixtape Vol.1 | [ 119 ] |
| „Kocham rzeczy, których nienawidzę...”                                                                 | 2013 | Bass Media                | W krzywym zwierciadle: Rock’N’RoLLa Mixtape Vol.1 | [ 120 ] |
| „Na biegu”                                                                                             | 2013 | Bass Media                | W krzywym zwierciadle: Rock’N’RoLLa Mixtape Vol.1 | [ 121 ] |
| „Urodzeni z krzykiem, wychowani w buncie”                                                              | 2013 | Bass Media                | A.D.H.D                                           | [ 15 ]  |
| „Swego pewien” (gościnnie: Paluch)                                                                     | 2013 | Bass Media                | A.D.H.D                                           | [ 17 ]  |
| „Nie umiemy żyć ze sobą” (gościnnie: Kroolik Underwood)                                                | 2013 | Delaflow.com              | A.D.H.D                                           | [ 22 ]  |
| „Epizod”                                                                                               | 2013 | InSane Film, Bass Media   | A.D.H.D                                           | [ 18 ]  |
| „Prawo ponad prawem”                                                                                   | 2013 | Bass Media                | A.D.H.D                                           | [ 16 ]  |
| „Proforma 2” (gościnnie: Ero, Sitek, Poszwixxx, Pyskaty, Ede, VNM)                                     | 2013 | Bieniek Film, InSane Film | A.D.H.D                                           | [ 20 ]  |
| „Husarz”                                                                                               | 2014 | Bass Media                | Słowo honoru                                      | [ 23 ]  |
| „Czarne róże” (gościnnie: Poszwixxx)                                                                   | 2014 | Bass Media                | Słowo honoru                                      | [ 25 ]  |
| „Kliczko” (gościnnie: Kaen)                                                                            | 2014 | M.L. Filmz                | Słowo honoru                                      | [ 29 ]  |
| „Nie miej za złe mi”                                                                                   | 2014 | Bass Media                | Słowo honoru                                      | [ 38 ]  |
| „Bene Nati”                                                                                            | 2014 | M.L. Filmz, Bass Media    | Słowo honoru                                      | [ 30 ]  |
| „Vis ‘A’ Vis” (gościnnie: Kroolik Underwood)                                                           | 2014 | Bass Media, InSane Films  | Słowo honoru                                      | [ 31 ]  |
| „Siła umysłu #Joseph Murphy” (gościnnie: Zeus)                                                         | 2014 | 9 Liter Filmy             | Słowo honoru                                      | [ 32 ]  |
| „Paleta bladych uczuć”                                                                                 | 2014 | InSane Films              | Słowo honoru                                      | [ 41 ]  |
| „W głębi duszy”                                                                                        | 2014 | Delaflow.com              | Słowo honoru                                      | [ 36 ]  |
| „Lukrowany fałsz” (gościnnie: Grizzlee)                                                                | 2014 | M.L. Filmz                | Słowo honoru                                      | [ 37 ]  |
| „Będą”                                                                                                 | 2014 | Bass Media                | Słowo honoru                                      | [ 45 ]  |
| „Teraz albo nigdy”                                                                                     | 2015 | M.L. Filmz                | Teraz albo nigdy                                  | [ 122 ] |
| „Nie chce tego, czego ty” (gościnnie: Sobota, Matheo)                                                  | 2016 | M.L. Filmz                | Teraz albo nigdy                                  | [ 123 ] |
| „Opowiem ci”                                                                                           | 2016 | Wolfmotion                | Teraz albo nigdy                                  | [ 124 ] |
| „Forrest Gump” (gościnnie: Tomson)                                                                     | 2016 | M.L. Filmz                | Teraz albo nigdy                                  | [ 125 ] |
| „Krew z krwi”                                                                                          | 2016 | Insane Film               | Teraz albo nigdy                                  | [ 126 ] |
| „Mike Tyson Flow” (gościnnie: Paluch, Białas)                                                          | 2016 | Bassmedia                 | Teraz albo nigdy                                  | [ 127 ] |
| „W matni” (gościnnie: Kali)                                                                            | 2016 | H D S C V M               | Teraz albo nigdy                                  | [ 128 ] |
| „Idą asy w klub” (gościnnie: Quebonafide)                                                              | 2016 | H D S C V M               | Teraz albo nigdy                                  | [ 129 ] |
| „Niejebajka”                                                                                           | 2016 | M.L. Filmz                | Teraz albo nigdy                                  | [ 130 ] |

Współpraca
| Tytuł                                                          | Rok  | Reżyseria/Realizacja | Album                          | Źródło  |
| -------------------------------------------------------------- | ---- | -------------------- | ------------------------------ | ------- |
| „Szczyt” (oraz Kobra; gościnnie: Kroolik Underwood)            | 2012 | Blaszany Sad         | 0,7 na dwóch                   | [ 11 ]  |
| „Nim nastanie świt” (oraz Kobra; gościnnie: Kroolik Underwood) | 2012 | Blaszany Sad         | 0,7 na dwóch                   | [ 12 ]  |
| „Flowrider” (oraz Kobra)                                       | 2012 | Blaszany Sad         | 0,7 na dwóch                   | [ 10 ]  |
| „#Hot16Challenge” (oraz Z.B.U.K.U)                             | 2014 | –                    | –                              | [ 46 ]  |
| „Brat bratu bratem” (oraz Chada, Z.B.U.K.U)                    | 2015 | 9 Liter Filmy        | Kontrabanda: brat bratu bratem | [ 50 ]  |
| „Kontrabanda” (oraz Chada, Z.B.U.K.U)                          | 2015 | 9 Liter Filmy        | Kontrabanda: brat bratu bratem | [ 131 ] |
| „Wiem” (oraz Chada, Z.B.U.K.U)                                 | 2015 | 9 Liter Filmy        | Kontrabanda: brat bratu bratem | [ 132 ] |
| „To nie nasz klimat” (oraz Chada, Z.B.U.K.U; gościnnie: KaeN)  | 2015 | 9 Liter Filmy        | Kontrabanda: brat bratu bratem | [ 133 ] |
| „Do upadłego” (oraz Chada, Z.B.U.K.U)                          | 2015 | 9 Liter Filmy        | Kontrabanda: brat bratu bratem | [ 134 ] |
| „Wszystko dobrze” (oraz Chada, Z.B.U.K.U)                      | 2015 | M.L. Filmz           | Kontrabanda: brat bratu bratem | [ 135 ] |
| „Wodospady (Remix)” (oraz Białas)                              | 2016 | Marathon Brothers    | 8 Bila                         | [ 136 ] |

Gościnnie
| Tytuł                                                                                   | Rok  | Reżyseria/Realizacja    | Album                     | Źródło  |
| --------------------------------------------------------------------------------------- | ---- | ----------------------- | ------------------------- | ------- |
| W Sercu Miasta – „24 h” (gościnnie: Poszwixxx, Jopel, Bezczel, Komar)                   | 2012 | JP Movie Studio         | 24 h                      | [ 137 ] |
| Hukos – „Gdziekolwiek byś szedł” (gościnnie: Bezczel, Ede)                              | 2012 | Fabuła Video            | Knajpa upadłych morderców | [ 138 ] |
| WJDN – „Nawet gdy odejdę” (gościnnie: Bezczel)                                          | 2012 | Edward „Ede” Grygianiec | kAAc                      | [ 139 ] |
| MAD – „Rap to duma” (gościnnie: RY23, Matys, Bezczel, Kawa, Mikee, Żółf)                | 2012 | Bassmedia               | –                         | [ 140 ] |
| GPD, Verte – Da NarkoholiXXX – „Chodź vódkę pić” (gościnnie: Sobota, Bezczel)           | 2012 | OGfilms                 | Sex & Przemoc             | [ 141 ] |
| Buczer – „Dość” (gościnnie: Zeus, VNM, Verte, Bezczel)                                  | 2013 | PressPlay Films         | Utrapiony                 | [ 142 ] |
| Cira, Hukos – „Głodni z natury” (gościnnie: Bonson, Praktis, Sheller, Bezczel, Pyskaty) | 2013 | Exformers               | Głodni z natury           | [ 143 ] |
| Chada – „Jeszcze więcej ognia” (gościnnie: Z.B.U.K.U., Diox, Bezczel)                   | 2014 | 9 Liter Filmy           | Syn Bogdana               | [ 144 ] |
| Chada, RX – „Manewry miłosne” (gościnnie: Bezczel, Z.B.U.K.U.)                          | 2014 | The New Black           | Efekt porozumienia        | [ 145 ] |
| Rozbójnik Alibaba, Jan Borysewicz – „Zakazany owoc” (gościnnie: Bezczel)                | 2014 | Evil Eye Studio         | Bal maturalny             | [ 146 ] |
| Z.B.U.K.U – „Ja i moje ziomki” (gościnnie: Kajman, Bezczel, Chada)                      | 2014 | Dirt Video              | Życie szalonym życiem     | [ 147 ] |
| Tau – „BHO” (gościnnie: Bezczel, Klaudia Duda)                                          | 2014 | Damian Bieniek          | Remedium                  | [ 148 ] |
| WhiteHouse – „Most Wanted” (gościnnie: Bezczel, Z.B.U.K.U, Hukos, Jopel, Cira)          | 2014 | Dirt Video              | Kodex 5 Elements          | [ 149 ] |
| DJ Soina – „Bollywood” (gościnnie: Bezczel, Poszwix, Ede, Kala)                         | 2014 | Aspekt Films            | Kręci mnie vinyl 2        | [ 150 ] |
| SB – „Rok wojownika” (gościnnie: Bezczel, HZOP, Sójson)                                 | 2015 | Sójson, Papaj           | Czas, bity, miłość        | [ 151 ] |
| Sobota, Matheo – „Jeszcze będzie hajc remix” (gościnnie: Buczer, Bezczel)               | 2015 | Ewelina Marcinkowska    | Czekając na Sobotę        | [ 114 ] |

Inne
| Tytuł | Rok  | Reżyseria/Realizacja         | Album                                | Źródło  |
| --- | ---- | ---------------------------- | ------------------------------------ | ------- |
| Kajman, Młody M, Hukos, Cira, Zeus, Jopel, Sulin, Bezczel – „Kupuję polskie rap płyty” | 2013 | Exformers                    | Step Records: rap najlepszej marki   | [ 27 ]  |
| Bezczel – „Proforma 2 RMX” (gościnnie: Hukos, Onar, Zeus, Z.B.U.K.U, Bosski Roman, Młody M, Buczer, Kobra, Kajman, KaeN, ZdunO)                                                                                | 2014 | M.L. Filmz                   | Step Records: rap najlepszej marki   | [ 40 ]  |
| Pyskaty, Numer Raz, Proceente, Pelson, Rahim, Łysol, Mielzky, Dwa Sławy, Zeus, Chada, Klasik, Quebonafide, JodSen, Joteste, Bezczel, Siwers, Ten Typ Mes – „Najsilniejsi przetrwają” (prod. DJ Premier, Luxon) | 2014 | Piotr Sawicki, Hanusz Bystry | –                                    | [ 35 ]  |
| Z.B.U.K.U, Vixen, Metrowy, Te-Tris, Poszwix, Bezczel, VNM, Białas, Solar, Tony Jazzu, Projekt Wan, RWS – „HHRPE1”                                                                                              | 2014 | –                            | –                                    | [ 42 ]  |
| Bezczel, Z.B.U.K.U – „Oddech” | 2014 | Delaflow.com                 | Step Records: rap najlepszej marki 2 | [ 44 ]  |
| Bezczel, Rozbójnik Alibaba – „Byłaś serca biciem” | 2015 | Evil Eye Studio              | Step Records: rap najlepszej marki 2 | [ 152 ] |
| Bezczel – „#DAWID_SZYNOL” | 2015 | M.L. Filmz                   | Step Records: rap najlepszej marki 2 | [ 153 ] |
| Bezczel, Chada, Kajman, Z.B.U.K.U – „Rap najlepszej marki 2” | 2015 | 9 Liter Filmy                | Step Records: rap najlepszej marki 2 | [ 154 ] |